# Bothropolys desertorum
Bothropolys desertorum är en mångfotingart som beskrevs av Lignau 1929. Bothropolys desertorum ingår i släktet Bothropolys och familjen stenkrypare.
Artens utbredningsområde är Uzbekistan. Inga underarter finns listade i Catalogue of Life.